# Federico Salas-Guevara
Luis Federico Beltrán Salas-Guevara Schultz (Lima, 4 settembre 1950 – Huancavelica, 28 aprile 2021) è stato un politico peruviano.

## Biografia
Fu sindaco di Huancavelica e governatore della regione di Huancavelica. Nel 2000 divenne il 49º Primo Ministro del Peru.
Salas è morto il 28 aprile 2021 per complicazioni da Covid-19. 